# دايفيد هيرنانديز
دايفيد هيرنانديز (بالإنجليزية: David Hernandez)‏ هو لاعب كرة قاعدة أمريكي، ولد في 13 مايو 1985 في ساكرامنتو في الولايات المتحدة.

## وصلات خارجية
- دايفيد هيرنانديز على موقع دوري كرة القاعدة الرئيسي (الإنجليزية)
- دايفيد هيرنانديز على موقعبيزبول رفرنس.كوم (الدوري الرئيسي) (الإنجليزية)
- دايفيد هيرنانديز على موقعبيزبول رفرنس.كوم (الدوري الثانوي) (الإنجليزية)
- دايفيد هيرنانديز على موقع إي إس بي إن.كوم (أم.أل.بي) (الإنجليزية)
- دايفيد هيرنانديز على موقع مشجعي الرسوم البيانية (الإنجليزية)